# Molophilus asthenes
Molophilus asthenes är en tvåvingeart som beskrevs av Günther Theischinger 1992. Molophilus asthenes ingår i släktet Molophilus och familjen småharkrankar. Inga underarter finns listade i Catalogue of Life.